# 中銀保險
中銀保險有限公司，簡稱中銀保險，是經中國保監會批准設立的全國性財產保險公司，2005年1月5日成立，總部設於北京市，主要經營財產損失保險、責任保險、信用保險、保證保險、短期健康保險、意外傷害保險和上述業務的再保險業務等。
中銀保險是中國銀行的全資附屬機構，採用銀行保險經營模式，利用中國銀行的品牌、渠道、客戶資源和業務機會，通過與中國銀行的連接，形成中國首家以銀行保險合力經營的保險公司。
2015年8月20日中銀保險通過增資方式，斥資12.75億元人民幣，收購中航三星人壽51%股權，並成為其控股股東。增資收購完成後，中銀保險、韓國三星生命保險和中國航空集團將分別持有中航三星人壽51%、25%和24%的股權。

## 董事成员
- 周凝（董事長）
- 张焕科
- 罗建军
- 尹秀荣
- 邵卫国
- 王志恒
- 梁剑兰
- 郑伟（独立董事）